# 钟建英
钟建英（1975年—），山东栖霞人，汉族，中华人民共和国政治人物、第十二届全国人民代表大会河南地区代表。
毕业于沈阳工业大学电机与电气专业。加入中国共产党。2013年，担任全国人大代表。
2018年3月，全国妇联做出决定授予全国三八红旗手荣誉称号。